# Playa La Condesa
La Condesa es una de las playas más populares y concurridas del puerto de Acapulco, Guerrero, en el sur de México. Se localiza al nornoreste de la bahía de Santa Lucía en la zona turística denominada como Acapulco Dorado. Comprende un corto tramo de la Avenida Costera Miguel Alemán, desde la plaza Marbella (Glorieta de la Diana cazadora) hasta el edificio del hotel Fiesta Americana, con 655 m de largo.

## Descripción
Frente a la playa en mar adentro se localiza el Farallón del Obispo (El Morro), una roca de mediano tamaño, conocida por sus míticas leyendas. Al otro lado, en tierra y adyacente a la Avenida Costera Miguel Alemán, se localiza una peculiar gama de restaurantes de mariscos para todos los gustos. Por la noche, se convierte en uno de los sitios más concurridos por personas de todas la edades, sobre todo de mucho ambiente juvenil y turístico, para disfrutar de los numerosos bares y discotecas junto a la playa, así como admirar el frecuente y espectacular salto de la torre de 50 m de altura del Bungee, situado en uno de los restaurantes más famosos del lugar.

## Actividades

### Deportes
Por ubicarse en una zona de la bahía donde recibe directamente corrientes abiertas del Océano Pacífico, presenta en algunas ocasiones un oleaje alto y riesgoso, que facilita entrar solo a quienes saben nadar y conocen el lugar. Sin embargo, en estas condiciones es ideal para poder disfrutar de una amplia variedad de deportes acuáticos como el windsurfing, snorkeling, parasailing, el veleo y esquí acuático.

## Imágenes

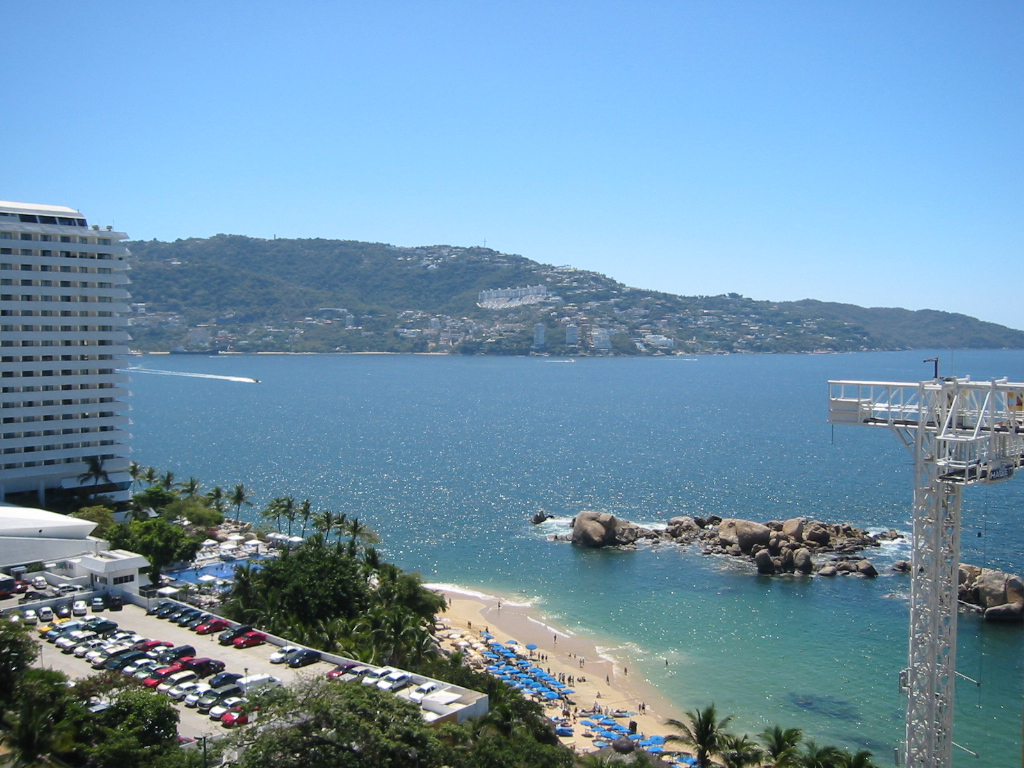
Bahía de Santa Lucía y Playa Condesa
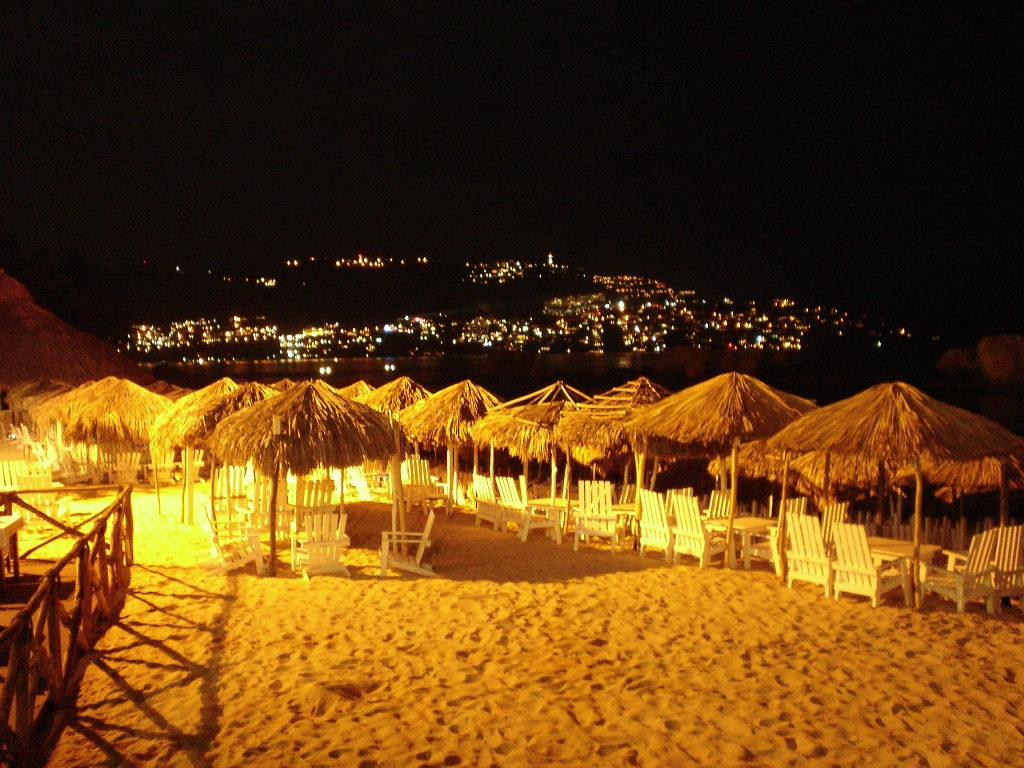
La Condesa de noche.
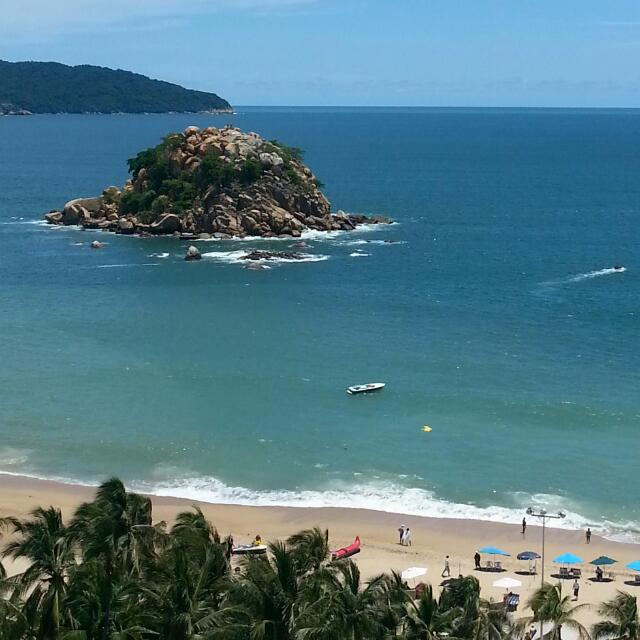
Isla del Morro